# Sampan

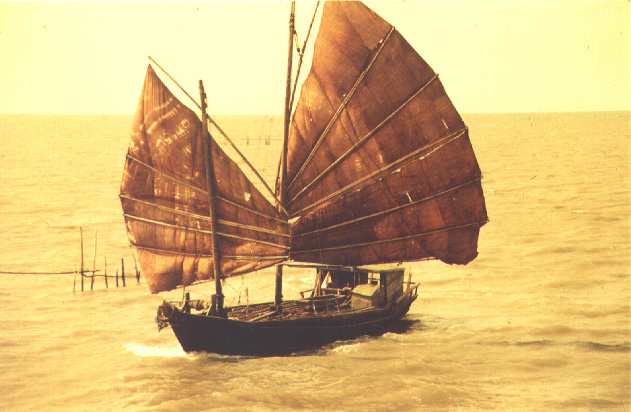
Sampan

Sampan – łódź lub mały statek, zwykle o konstrukcji drewnianej, przeznaczony do żeglugi rzecznej i przybrzeżnej we wschodniej Azji, częstokroć służący również za miejsce zamieszkania użytkującej go rodziny. Wyraz „sampan” pochodzi z j. chińskiego (舢板 shānbǎn) i oznacza łódź.

## Sampan sulluk
Sampan sulluk spotykany był w Bangladeszu, zwłaszcza w okolicach Chittagong. Zbudowany był z drewna, a używany głównie do transportu towarów po rzekach, ale też żeglowano nim po Zatoce Bengalskiej. Był bezpiecznym statkiem, mogącym przewozić kilka ton ładunku. Napędzany żaglem lub wiosłami. 